# Megan Farrell
Megan Farrell (* 26. Februar 1992 in Bracebridge) ist eine kanadische Snowboarderin. Sie startet in den Paralleldisziplinen.

## Werdegang
Farrell startete international erstmals bei den Juniorenweltmeisterschaften 2009 in Nagano. Dort belegte sie den 28. Platz im Parallel-Riesenslalom und den 21. Rang im Parallelslalom. In der Saison 2009/10 gab sie in Stoneham ihr Debüt im Snowboard-Weltcup, welches sie auf dem 43. Platz beendete und kam bei den Juniorenweltmeisterschaften 2010 im Snow Park auf den 26. Platz im Parallel-Riesenslalom sowie auf den 24. Rang im Parallelslalom. In den folgenden Jahren fuhr sie bei den Juniorenweltmeisterschaften 2011 in Chiesa in Valmalenco auf den 35. Platz im Parallelslalom sowie auf den 21. Rang im Parallel-Riesenslalom und bei den Juniorenweltmeisterschaften 2012 in Sierra Nevada auf den 29. Platz im Parallelslalom sowie auf den 27. Rang im Parallel-Riesenslalom. Bei der Winter-Universiade 2013 am Monte Bondone errang sie den 14. Platz im Parallel-Riesenslalom und bei der Winter-Universiade 2015 in Sierra Nevada der 21. Platz im Parallel-Riesenslalom. 
In der Saison 2016/17 belegte Farrell bei den kanadischen Meisterschaften den zweiten Platz im Parallel-Riesenslalom und bei den Snowboard-Weltmeisterschaften 2017 in Sierra Nevada den 31. Platz im Parallelslalom sowie den 26. Platz im Parallel-Riesenslalom. Zwei Jahre später kam sie bei den Weltmeisterschaften in Park City auf den 23. Platz im Parallelslalom und auf den 20. Rang im Parallel-Riesenslalom. In der Saison 2020/21 errang sie den 22. Platz im Parallel-Weltcup und wurde bei den Snowboard-Weltmeisterschaften 2021 in Rogla Achte im Parallel-Riesenslalom sowie Vierte im Parallelslalom. In der folgenden Saison erreichte sie mit Platz acht im Parallel-Riesenslalom in Cortina d’Ampezzo ihre erste Top-Zehn-Platzierung und in Berchtesgaden mit Rang zwei Parallelslalom ihre erste Podestplatzierung im Weltcup. Beim Saisonhöhepunkt, den Olympischen Winterspielen 2022 in Peking, wurde sie Zwölfte im Parallel-Riesenslalom. Die Saison beendete sie auf dem 12. Platz im Parallel-Weltcup sowie auf dem fünften Rang im Parallel-Riesenslalom-Weltcup. Nach zwei Platzierungen außerhalb der ersten Zehn zu Beginn der Saison 2022/23, kam sie in Cortina d’Ampezzo mit Platz drei im Parallel-Riesenslalom erneut aufs Podest.
Farrell nimmt seit 2008 ebenfalls am Nor-Am-Cup teil. Dabei holte sie bisher 33 Siege und gewann in den Saisons 2014/15, 2015/16 und 2017/18 jeweils die Parallelwertung.

## Teilnahmen an Weltmeisterschaften und Olympischen Winterspielen

### Olympische Winterspiele
- 2022 Peking: 12. Platz Parallel-Riesenslalom

### Snowboard-Weltmeisterschaften
- 2017 Sierra Nevada: 26. Platz Parallel-Riesenslalom, 31. Platz Parallelslalom
- 2019 Park City: 20. Platz Parallel-Riesenslalom, 23. Platz Parallelslalom
- 2021 Rogla: 4. Platz Parallelslalom, 8. Platz Parallel-Riesenslalom

## Weltcup-Gesamtplatzierungen
| Saison  | Parallel | Parallel | Parallel-Riesenslalom | Parallel-Riesenslalom | Parallelslalom | Parallelslalom |
| Saison  | Punkte   | Platz    | Punkte                | Platz                 | Punkte         | Platz          |
| ------- | -------- | -------- | --------------------- | --------------------- | -------------- | -------------- |
| 2015/16 | 80       | 45.      | 20                    | 44.                   | 60             | 42.            |
| 2016/17 | 89,6     | 46.      | 89,6                  | 41.                   | -              | -              |
| 2017/18 | 299,8    | 40.      | 225,6                 | 39.                   | 74,2           | 38.            |
| 2018/19 | 632      | 28.      | 402                   | 27.                   | 230            | 27.            |
| 2019/20 | 549,7    | 33.      | 339,7                 | 30.                   | 210            | 27.            |
| 2020/21 | 112      | 22.      | 53                    | 22.                   | 59             | 19.            |
| 2021/22 | 229      | 12.      | 77                    | 22.                   | 152            | 5.             |
| 2022/23 | 101      | 25.      | 72                    | 22.                   | 29             | 27.            |
| 2023/24 | 9        | 48.      | 9                     | 40.                   | –              | –              |
| 2024/25 | 8        | 53.      | 8                     | 47.                   | –              | –              |